# Stanton (quadrangle)

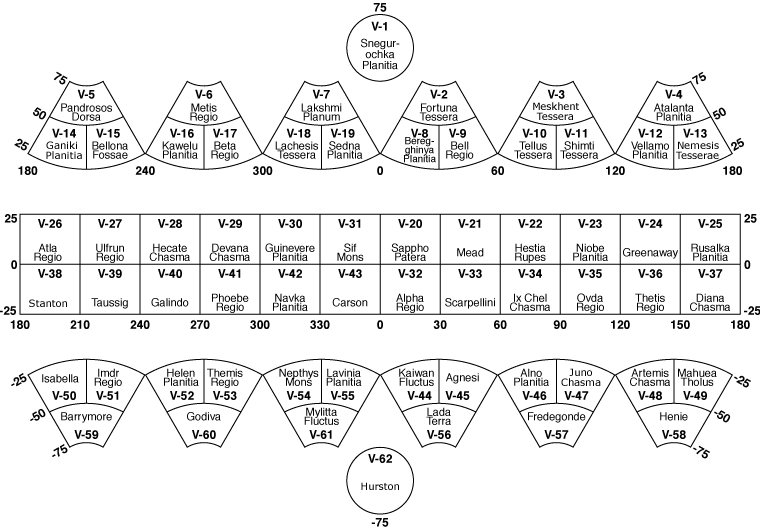
Quadrangles op Venus op schaal 1 : 5.000.000

Stanton (V–38; breedtegraad 0°–25° S, lengtegraad 180°–210° E) is een quadrangle op de planeet Venus. Het is een van de 62 quadrangles op schaal 1 : 5.000.000. Het quadrangle werd genoemd naar de gelijknamige inslagkrater die op zijn beurt is genoemd naar de Amerikaanse suffragette en burgerrechtenactiviste Elizabeth Cady Stanton (1815-1902).

## Geologische structuren in Stanton
Chasmata
- Kicheda Chasma

Coronae
- Kolias Corona
- Tadaka Corona
- Zemina Corona

Fluctus
- Henwen Fluctus
- Ningyo Fluctus

Inslagkraters
- Aethelflaed
- Foquet
- Klafsky
- Loretta
- Mahina
- Orguk
- Peña
- Stanton
- Umaima
- Urazbike
- von Schuurman

Linea
- Jokwa Linea
- Veleda Linea

Montes
- Maat Mons
- Ongwuti Mons

Paterae
- Vibert-Douglas Patera
- Villepreux-Power Patera

Planitiae
- Rusalka Planitia
- Wawalag Planitia

Regiones
- Atla Regio

Valles
- Dzyzlan Vallis
- Poranica Valles